# Ђубровник
Ђубровник је радни алат који служи за чишћење, најчешће се користи у комбинацији са метлом или четком. Ђубровник је направљен најчешће од пластике или метала, на њему се са задње стране на врху налази дршка од истог или дрвеног материјала. Постоји ђубровник са малом дршком који се углавном користи за кућну употребу, док се ђубровник са дугом дршком или штапом, који личи на лопату користи у индустријска и комерцијална предузећа, како онај ко га користи не би морао стално да се сагиње. Ђубровник је патентирао амерички проналазач Лојд Рај 9. августа 1817. године.

## Слике
- Ђубровник са дугачком дршком
- Ђубровник са четком
- Ђубровник и метла